# Чемпионат Казахстана по футболу 2021
30-й национальный чемпионат Казахстана по футболу, в котором принимали участие 14 клубов (вместо 12 в предыдущих сезонах)
.
Чемпионский титул защищал «Кайрат» (Алма-Ата). По итогам прошлого сезона Премьер-лигу покинули «Окжетпес» и «Иртыш», вместо них в этом сезоне участвовали «Актобе» и «Атырау».
«Тобол» (Костанай) второй раз по итогам первенства завоевал золотые медали.

## Участие лучших команд в еврокубках
По состоянию на начало чемпионата квота Казахстана на участие в еврокубках была следующей:
| Места | Турнир                | Начало выступления         |
| ----- | --------------------- | -------------------------- |
| 1-е   | Лига чемпионов УЕФА   | 1-й квалификационный раунд |
| 2-е   | Лига Конференций УЕФА | 2-й квалификационный раунд |
| 3-е   | Лига Конференций УЕФА | 2-й квалификационный раунд |

Эти позиции не окончательные. Они могут меняться по итогам розыгрыша Кубка Казахстана-2021, а также в зависимости от того, какие команды и из каких стран выиграют Лигу чемпионов 2020/21 и Лигу Европы 2020/21. Итоговое распределение мест в еврокубках см. ниже.

## Участники

### Изменения
По итогам сезона-2020 Премьер-лигу покинули:
- «Окжетпес» (Кокшетау) — 11-е место
- «Иртыш» (Павлодар) — снялся с чемпионата

Из Первой лиги квалифицировались:
- «Актобе» — 1-е место в конференции 1 (сезон спустя)
- «Атырау» — 1-е место в конференции 2 (сезон спустя)

В связи с увеличением количества участников с 12 до 14, решением Исполкома в Премьер-лигу добавлены:
- «Туран» (Туркестан) — 2-е место в конференции 1 (дебют)
- «Акжайык» (Уральск) — 2-е место в конференции 2 (2 сезона спустя)

### География соревнования
| Астана (Нур-Султан) | Кайрат (Алма-Ата) | Ордабасы (Шымкент) | Шахтёр (Караганда) | Актобе | Тараз                     |
| --- | --- | --- | --- | --- | ------------------------- |
| Астана Арена | Центральный | Кажимукан | Шахтёр | Кобыланды Батыр | Центральный               |
| Вместимость: 30 200 | Вместимость: 23 804 | Вместимость: 20 000 | Вместимость: 19 500 | Вместимость: 12 729 | Вместимость: 12 527       |
| | | | | |                           |
| Тобол Актобе Каспий Астана Шахтёр Жетысу Ордабасы Кайрат Атырау Кайсар Тараз Кызыл-Жар СК Акжайык ТуранРасположение команд чемпионата Казахстана по футболу 2021 | Тобол Актобе Каспий Астана Шахтёр Жетысу Ордабасы Кайрат Атырау Кайсар Тараз Кызыл-Жар СК Акжайык ТуранРасположение команд чемпионата Казахстана по футболу 2021 | Тобол Актобе Каспий Астана Шахтёр Жетысу Ордабасы Кайрат Атырау Кайсар Тараз Кызыл-Жар СК Акжайык ТуранРасположение команд чемпионата Казахстана по футболу 2021 | Тобол Актобе Каспий Астана Шахтёр Жетысу Ордабасы Кайрат Атырау Кайсар Тараз Кызыл-Жар СК Акжайык ТуранРасположение команд чемпионата Казахстана по футболу 2021 | Тобол Актобе Каспий Астана Шахтёр Жетысу Ордабасы Кайрат Атырау Кайсар Тараз Кызыл-Жар СК Акжайык ТуранРасположение команд чемпионата Казахстана по футболу 2021 | Кызыл-Жар (Петропавловск) |
| Тобол Актобе Каспий Астана Шахтёр Жетысу Ордабасы Кайрат Атырау Кайсар Тараз Кызыл-Жар СК Акжайык ТуранРасположение команд чемпионата Казахстана по футболу 2021 | Тобол Актобе Каспий Астана Шахтёр Жетысу Ордабасы Кайрат Атырау Кайсар Тараз Кызыл-Жар СК Акжайык ТуранРасположение команд чемпионата Казахстана по футболу 2021 | Тобол Актобе Каспий Астана Шахтёр Жетысу Ордабасы Кайрат Атырау Кайсар Тараз Кызыл-Жар СК Акжайык ТуранРасположение команд чемпионата Казахстана по футболу 2021 | Тобол Актобе Каспий Астана Шахтёр Жетысу Ордабасы Кайрат Атырау Кайсар Тараз Кызыл-Жар СК Акжайык ТуранРасположение команд чемпионата Казахстана по футболу 2021 | Тобол Актобе Каспий Астана Шахтёр Жетысу Ордабасы Кайрат Атырау Кайсар Тараз Кызыл-Жар СК Акжайык ТуранРасположение команд чемпионата Казахстана по футболу 2021 | Карасай                   |
| Тобол Актобе Каспий Астана Шахтёр Жетысу Ордабасы Кайрат Атырау Кайсар Тараз Кызыл-Жар СК Акжайык ТуранРасположение команд чемпионата Казахстана по футболу 2021 | Тобол Актобе Каспий Астана Шахтёр Жетысу Ордабасы Кайрат Атырау Кайсар Тараз Кызыл-Жар СК Акжайык ТуранРасположение команд чемпионата Казахстана по футболу 2021 | Тобол Актобе Каспий Астана Шахтёр Жетысу Ордабасы Кайрат Атырау Кайсар Тараз Кызыл-Жар СК Акжайык ТуранРасположение команд чемпионата Казахстана по футболу 2021 | Тобол Актобе Каспий Астана Шахтёр Жетысу Ордабасы Кайрат Атырау Кайсар Тараз Кызыл-Жар СК Акжайык ТуранРасположение команд чемпионата Казахстана по футболу 2021 | Тобол Актобе Каспий Астана Шахтёр Жетысу Ордабасы Кайрат Атырау Кайсар Тараз Кызыл-Жар СК Акжайык ТуранРасположение команд чемпионата Казахстана по футболу 2021 | Вместимость: 11 000       |
| Тобол Актобе Каспий Астана Шахтёр Жетысу Ордабасы Кайрат Атырау Кайсар Тараз Кызыл-Жар СК Акжайык ТуранРасположение команд чемпионата Казахстана по футболу 2021 | Тобол Актобе Каспий Астана Шахтёр Жетысу Ордабасы Кайрат Атырау Кайсар Тараз Кызыл-Жар СК Акжайык ТуранРасположение команд чемпионата Казахстана по футболу 2021 | Тобол Актобе Каспий Астана Шахтёр Жетысу Ордабасы Кайрат Атырау Кайсар Тараз Кызыл-Жар СК Акжайык ТуранРасположение команд чемпионата Казахстана по футболу 2021 | Тобол Актобе Каспий Астана Шахтёр Жетысу Ордабасы Кайрат Атырау Кайсар Тараз Кызыл-Жар СК Акжайык ТуранРасположение команд чемпионата Казахстана по футболу 2021 | Тобол Актобе Каспий Астана Шахтёр Жетысу Ордабасы Кайрат Атырау Кайсар Тараз Кызыл-Жар СК Акжайык ТуранРасположение команд чемпионата Казахстана по футболу 2021 | Тобол (Костанай)          |
| Тобол Актобе Каспий Астана Шахтёр Жетысу Ордабасы Кайрат Атырау Кайсар Тараз Кызыл-Жар СК Акжайык ТуранРасположение команд чемпионата Казахстана по футболу 2021 | Тобол Актобе Каспий Астана Шахтёр Жетысу Ордабасы Кайрат Атырау Кайсар Тараз Кызыл-Жар СК Акжайык ТуранРасположение команд чемпионата Казахстана по футболу 2021 | Тобол Актобе Каспий Астана Шахтёр Жетысу Ордабасы Кайрат Атырау Кайсар Тараз Кызыл-Жар СК Акжайык ТуранРасположение команд чемпионата Казахстана по футболу 2021 | Тобол Актобе Каспий Астана Шахтёр Жетысу Ордабасы Кайрат Атырау Кайсар Тараз Кызыл-Жар СК Акжайык ТуранРасположение команд чемпионата Казахстана по футболу 2021 | Тобол Актобе Каспий Астана Шахтёр Жетысу Ордабасы Кайрат Атырау Кайсар Тараз Кызыл-Жар СК Акжайык ТуранРасположение команд чемпионата Казахстана по футболу 2021 | Центральный               |
| Тобол Актобе Каспий Астана Шахтёр Жетысу Ордабасы Кайрат Атырау Кайсар Тараз Кызыл-Жар СК Акжайык ТуранРасположение команд чемпионата Казахстана по футболу 2021 | Тобол Актобе Каспий Астана Шахтёр Жетысу Ордабасы Кайрат Атырау Кайсар Тараз Кызыл-Жар СК Акжайык ТуранРасположение команд чемпионата Казахстана по футболу 2021 | Тобол Актобе Каспий Астана Шахтёр Жетысу Ордабасы Кайрат Атырау Кайсар Тараз Кызыл-Жар СК Акжайык ТуранРасположение команд чемпионата Казахстана по футболу 2021 | Тобол Актобе Каспий Астана Шахтёр Жетысу Ордабасы Кайрат Атырау Кайсар Тараз Кызыл-Жар СК Акжайык ТуранРасположение команд чемпионата Казахстана по футболу 2021 | Тобол Актобе Каспий Астана Шахтёр Жетысу Ордабасы Кайрат Атырау Кайсар Тараз Кызыл-Жар СК Акжайык ТуранРасположение команд чемпионата Казахстана по футболу 2021 | Вместимость: 9 500        |
| Тобол Актобе Каспий Астана Шахтёр Жетысу Ордабасы Кайрат Атырау Кайсар Тараз Кызыл-Жар СК Акжайык ТуранРасположение команд чемпионата Казахстана по футболу 2021 | Тобол Актобе Каспий Астана Шахтёр Жетысу Ордабасы Кайрат Атырау Кайсар Тараз Кызыл-Жар СК Акжайык ТуранРасположение команд чемпионата Казахстана по футболу 2021 | Тобол Актобе Каспий Астана Шахтёр Жетысу Ордабасы Кайрат Атырау Кайсар Тараз Кызыл-Жар СК Акжайык ТуранРасположение команд чемпионата Казахстана по футболу 2021 | Тобол Актобе Каспий Астана Шахтёр Жетысу Ордабасы Кайрат Атырау Кайсар Тараз Кызыл-Жар СК Акжайык ТуранРасположение команд чемпионата Казахстана по футболу 2021 | Тобол Актобе Каспий Астана Шахтёр Жетысу Ордабасы Кайрат Атырау Кайсар Тараз Кызыл-Жар СК Акжайык ТуранРасположение команд чемпионата Казахстана по футболу 2021 | Атырау                    |
| Тобол Актобе Каспий Астана Шахтёр Жетысу Ордабасы Кайрат Атырау Кайсар Тараз Кызыл-Жар СК Акжайык ТуранРасположение команд чемпионата Казахстана по футболу 2021 | Тобол Актобе Каспий Астана Шахтёр Жетысу Ордабасы Кайрат Атырау Кайсар Тараз Кызыл-Жар СК Акжайык ТуранРасположение команд чемпионата Казахстана по футболу 2021 | Тобол Актобе Каспий Астана Шахтёр Жетысу Ордабасы Кайрат Атырау Кайсар Тараз Кызыл-Жар СК Акжайык ТуранРасположение команд чемпионата Казахстана по футболу 2021 | Тобол Актобе Каспий Астана Шахтёр Жетысу Ордабасы Кайрат Атырау Кайсар Тараз Кызыл-Жар СК Акжайык ТуранРасположение команд чемпионата Казахстана по футболу 2021 | Тобол Актобе Каспий Астана Шахтёр Жетысу Ордабасы Кайрат Атырау Кайсар Тараз Кызыл-Жар СК Акжайык ТуранРасположение команд чемпионата Казахстана по футболу 2021 | Мунайшы                   |
| Тобол Актобе Каспий Астана Шахтёр Жетысу Ордабасы Кайрат Атырау Кайсар Тараз Кызыл-Жар СК Акжайык ТуранРасположение команд чемпионата Казахстана по футболу 2021 | Тобол Актобе Каспий Астана Шахтёр Жетысу Ордабасы Кайрат Атырау Кайсар Тараз Кызыл-Жар СК Акжайык ТуранРасположение команд чемпионата Казахстана по футболу 2021 | Тобол Актобе Каспий Астана Шахтёр Жетысу Ордабасы Кайрат Атырау Кайсар Тараз Кызыл-Жар СК Акжайык ТуранРасположение команд чемпионата Казахстана по футболу 2021 | Тобол Актобе Каспий Астана Шахтёр Жетысу Ордабасы Кайрат Атырау Кайсар Тараз Кызыл-Жар СК Акжайык ТуранРасположение команд чемпионата Казахстана по футболу 2021 | Тобол Актобе Каспий Астана Шахтёр Жетысу Ордабасы Кайрат Атырау Кайсар Тараз Кызыл-Жар СК Акжайык ТуранРасположение команд чемпионата Казахстана по футболу 2021 | Вместимость: 8 900        |
| Тобол Актобе Каспий Астана Шахтёр Жетысу Ордабасы Кайрат Атырау Кайсар Тараз Кызыл-Жар СК Акжайык ТуранРасположение команд чемпионата Казахстана по футболу 2021 | Тобол Актобе Каспий Астана Шахтёр Жетысу Ордабасы Кайрат Атырау Кайсар Тараз Кызыл-Жар СК Акжайык ТуранРасположение команд чемпионата Казахстана по футболу 2021 | Тобол Актобе Каспий Астана Шахтёр Жетысу Ордабасы Кайрат Атырау Кайсар Тараз Кызыл-Жар СК Акжайык ТуранРасположение команд чемпионата Казахстана по футболу 2021 | Тобол Актобе Каспий Астана Шахтёр Жетысу Ордабасы Кайрат Атырау Кайсар Тараз Кызыл-Жар СК Акжайык ТуранРасположение команд чемпионата Казахстана по футболу 2021 | Тобол Актобе Каспий Астана Шахтёр Жетысу Ордабасы Кайрат Атырау Кайсар Тараз Кызыл-Жар СК Акжайык ТуранРасположение команд чемпионата Казахстана по футболу 2021 | Акжайык (Уральск)         |
| Тобол Актобе Каспий Астана Шахтёр Жетысу Ордабасы Кайрат Атырау Кайсар Тараз Кызыл-Жар СК Акжайык ТуранРасположение команд чемпионата Казахстана по футболу 2021 | Тобол Актобе Каспий Астана Шахтёр Жетысу Ордабасы Кайрат Атырау Кайсар Тараз Кызыл-Жар СК Акжайык ТуранРасположение команд чемпионата Казахстана по футболу 2021 | Тобол Актобе Каспий Астана Шахтёр Жетысу Ордабасы Кайрат Атырау Кайсар Тараз Кызыл-Жар СК Акжайык ТуранРасположение команд чемпионата Казахстана по футболу 2021 | Тобол Актобе Каспий Астана Шахтёр Жетысу Ордабасы Кайрат Атырау Кайсар Тараз Кызыл-Жар СК Акжайык ТуранРасположение команд чемпионата Казахстана по футболу 2021 | Тобол Актобе Каспий Астана Шахтёр Жетысу Ордабасы Кайрат Атырау Кайсар Тараз Кызыл-Жар СК Акжайык ТуранРасположение команд чемпионата Казахстана по футболу 2021 | Петр Атоян                |
| Тобол Актобе Каспий Астана Шахтёр Жетысу Ордабасы Кайрат Атырау Кайсар Тараз Кызыл-Жар СК Акжайык ТуранРасположение команд чемпионата Казахстана по футболу 2021 | Тобол Актобе Каспий Астана Шахтёр Жетысу Ордабасы Кайрат Атырау Кайсар Тараз Кызыл-Жар СК Акжайык ТуранРасположение команд чемпионата Казахстана по футболу 2021 | Тобол Актобе Каспий Астана Шахтёр Жетысу Ордабасы Кайрат Атырау Кайсар Тараз Кызыл-Жар СК Акжайык ТуранРасположение команд чемпионата Казахстана по футболу 2021 | Тобол Актобе Каспий Астана Шахтёр Жетысу Ордабасы Кайрат Атырау Кайсар Тараз Кызыл-Жар СК Акжайык ТуранРасположение команд чемпионата Казахстана по футболу 2021 | Тобол Актобе Каспий Астана Шахтёр Жетысу Ордабасы Кайрат Атырау Кайсар Тараз Кызыл-Жар СК Акжайык ТуранРасположение команд чемпионата Казахстана по футболу 2021 | Вместимость: 8 320        |
| Тобол Актобе Каспий Астана Шахтёр Жетысу Ордабасы Кайрат Атырау Кайсар Тараз Кызыл-Жар СК Акжайык ТуранРасположение команд чемпионата Казахстана по футболу 2021 | Тобол Актобе Каспий Астана Шахтёр Жетысу Ордабасы Кайрат Атырау Кайсар Тараз Кызыл-Жар СК Акжайык ТуранРасположение команд чемпионата Казахстана по футболу 2021 | Тобол Актобе Каспий Астана Шахтёр Жетысу Ордабасы Кайрат Атырау Кайсар Тараз Кызыл-Жар СК Акжайык ТуранРасположение команд чемпионата Казахстана по футболу 2021 | Тобол Актобе Каспий Астана Шахтёр Жетысу Ордабасы Кайрат Атырау Кайсар Тараз Кызыл-Жар СК Акжайык ТуранРасположение команд чемпионата Казахстана по футболу 2021 | Тобол Актобе Каспий Астана Шахтёр Жетысу Ордабасы Кайрат Атырау Кайсар Тараз Кызыл-Жар СК Акжайык ТуранРасположение команд чемпионата Казахстана по футболу 2021 | Туран (Туркестан)         |
| Тобол Актобе Каспий Астана Шахтёр Жетысу Ордабасы Кайрат Атырау Кайсар Тараз Кызыл-Жар СК Акжайык ТуранРасположение команд чемпионата Казахстана по футболу 2021 | Тобол Актобе Каспий Астана Шахтёр Жетысу Ордабасы Кайрат Атырау Кайсар Тараз Кызыл-Жар СК Акжайык ТуранРасположение команд чемпионата Казахстана по футболу 2021 | Тобол Актобе Каспий Астана Шахтёр Жетысу Ордабасы Кайрат Атырау Кайсар Тараз Кызыл-Жар СК Акжайык ТуранРасположение команд чемпионата Казахстана по футболу 2021 | Тобол Актобе Каспий Астана Шахтёр Жетысу Ордабасы Кайрат Атырау Кайсар Тараз Кызыл-Жар СК Акжайык ТуранРасположение команд чемпионата Казахстана по футболу 2021 | Тобол Актобе Каспий Астана Шахтёр Жетысу Ордабасы Кайрат Атырау Кайсар Тараз Кызыл-Жар СК Акжайык ТуранРасположение команд чемпионата Казахстана по футболу 2021 | Туркестан арена           |
| Тобол Актобе Каспий Астана Шахтёр Жетысу Ордабасы Кайрат Атырау Кайсар Тараз Кызыл-Жар СК Акжайык ТуранРасположение команд чемпионата Казахстана по футболу 2021 | Тобол Актобе Каспий Астана Шахтёр Жетысу Ордабасы Кайрат Атырау Кайсар Тараз Кызыл-Жар СК Акжайык ТуранРасположение команд чемпионата Казахстана по футболу 2021 | Тобол Актобе Каспий Астана Шахтёр Жетысу Ордабасы Кайрат Атырау Кайсар Тараз Кызыл-Жар СК Акжайык ТуранРасположение команд чемпионата Казахстана по футболу 2021 | Тобол Актобе Каспий Астана Шахтёр Жетысу Ордабасы Кайрат Атырау Кайсар Тараз Кызыл-Жар СК Акжайык ТуранРасположение команд чемпионата Казахстана по футболу 2021 | Тобол Актобе Каспий Астана Шахтёр Жетысу Ордабасы Кайрат Атырау Кайсар Тараз Кызыл-Жар СК Акжайык ТуранРасположение команд чемпионата Казахстана по футболу 2021 | Вместимость: 7 000        |
| Тобол Актобе Каспий Астана Шахтёр Жетысу Ордабасы Кайрат Атырау Кайсар Тараз Кызыл-Жар СК Акжайык ТуранРасположение команд чемпионата Казахстана по футболу 2021 | Тобол Актобе Каспий Астана Шахтёр Жетысу Ордабасы Кайрат Атырау Кайсар Тараз Кызыл-Жар СК Акжайык ТуранРасположение команд чемпионата Казахстана по футболу 2021 | Тобол Актобе Каспий Астана Шахтёр Жетысу Ордабасы Кайрат Атырау Кайсар Тараз Кызыл-Жар СК Акжайык ТуранРасположение команд чемпионата Казахстана по футболу 2021 | Тобол Актобе Каспий Астана Шахтёр Жетысу Ордабасы Кайрат Атырау Кайсар Тараз Кызыл-Жар СК Акжайык ТуранРасположение команд чемпионата Казахстана по футболу 2021 | Тобол Актобе Каспий Астана Шахтёр Жетысу Ордабасы Кайрат Атырау Кайсар Тараз Кызыл-Жар СК Акжайык ТуранРасположение команд чемпионата Казахстана по футболу 2021 | Кайсар (Кызылорда)        |
| Тобол Актобе Каспий Астана Шахтёр Жетысу Ордабасы Кайрат Атырау Кайсар Тараз Кызыл-Жар СК Акжайык ТуранРасположение команд чемпионата Казахстана по футболу 2021 | Тобол Актобе Каспий Астана Шахтёр Жетысу Ордабасы Кайрат Атырау Кайсар Тараз Кызыл-Жар СК Акжайык ТуранРасположение команд чемпионата Казахстана по футболу 2021 | Тобол Актобе Каспий Астана Шахтёр Жетысу Ордабасы Кайрат Атырау Кайсар Тараз Кызыл-Жар СК Акжайык ТуранРасположение команд чемпионата Казахстана по футболу 2021 | Тобол Актобе Каспий Астана Шахтёр Жетысу Ордабасы Кайрат Атырау Кайсар Тараз Кызыл-Жар СК Акжайык ТуранРасположение команд чемпионата Казахстана по футболу 2021 | Тобол Актобе Каспий Астана Шахтёр Жетысу Ордабасы Кайрат Атырау Кайсар Тараз Кызыл-Жар СК Акжайык ТуранРасположение команд чемпионата Казахстана по футболу 2021 | Гани Муратбаев            |
| Тобол Актобе Каспий Астана Шахтёр Жетысу Ордабасы Кайрат Атырау Кайсар Тараз Кызыл-Жар СК Акжайык ТуранРасположение команд чемпионата Казахстана по футболу 2021 | Тобол Актобе Каспий Астана Шахтёр Жетысу Ордабасы Кайрат Атырау Кайсар Тараз Кызыл-Жар СК Акжайык ТуранРасположение команд чемпионата Казахстана по футболу 2021 | Тобол Актобе Каспий Астана Шахтёр Жетысу Ордабасы Кайрат Атырау Кайсар Тараз Кызыл-Жар СК Акжайык ТуранРасположение команд чемпионата Казахстана по футболу 2021 | Тобол Актобе Каспий Астана Шахтёр Жетысу Ордабасы Кайрат Атырау Кайсар Тараз Кызыл-Жар СК Акжайык ТуранРасположение команд чемпионата Казахстана по футболу 2021 | Тобол Актобе Каспий Астана Шахтёр Жетысу Ордабасы Кайрат Атырау Кайсар Тараз Кызыл-Жар СК Акжайык ТуранРасположение команд чемпионата Казахстана по футболу 2021 | Вместимость: 7 000        |
| Тобол Актобе Каспий Астана Шахтёр Жетысу Ордабасы Кайрат Атырау Кайсар Тараз Кызыл-Жар СК Акжайык ТуранРасположение команд чемпионата Казахстана по футболу 2021 | Тобол Актобе Каспий Астана Шахтёр Жетысу Ордабасы Кайрат Атырау Кайсар Тараз Кызыл-Жар СК Акжайык ТуранРасположение команд чемпионата Казахстана по футболу 2021 | Тобол Актобе Каспий Астана Шахтёр Жетысу Ордабасы Кайрат Атырау Кайсар Тараз Кызыл-Жар СК Акжайык ТуранРасположение команд чемпионата Казахстана по футболу 2021 | Тобол Актобе Каспий Астана Шахтёр Жетысу Ордабасы Кайрат Атырау Кайсар Тараз Кызыл-Жар СК Акжайык ТуранРасположение команд чемпионата Казахстана по футболу 2021 | Тобол Актобе Каспий Астана Шахтёр Жетысу Ордабасы Кайрат Атырау Кайсар Тараз Кызыл-Жар СК Акжайык ТуранРасположение команд чемпионата Казахстана по футболу 2021 | Жетысу (Талдыкорган)      |
| Тобол Актобе Каспий Астана Шахтёр Жетысу Ордабасы Кайрат Атырау Кайсар Тараз Кызыл-Жар СК Акжайык ТуранРасположение команд чемпионата Казахстана по футболу 2021 | Тобол Актобе Каспий Астана Шахтёр Жетысу Ордабасы Кайрат Атырау Кайсар Тараз Кызыл-Жар СК Акжайык ТуранРасположение команд чемпионата Казахстана по футболу 2021 | Тобол Актобе Каспий Астана Шахтёр Жетысу Ордабасы Кайрат Атырау Кайсар Тараз Кызыл-Жар СК Акжайык ТуранРасположение команд чемпионата Казахстана по футболу 2021 | Тобол Актобе Каспий Астана Шахтёр Жетысу Ордабасы Кайрат Атырау Кайсар Тараз Кызыл-Жар СК Акжайык ТуранРасположение команд чемпионата Казахстана по футболу 2021 | Тобол Актобе Каспий Астана Шахтёр Жетысу Ордабасы Кайрат Атырау Кайсар Тараз Кызыл-Жар СК Акжайык ТуранРасположение команд чемпионата Казахстана по футболу 2021 | Жетысу                    |
| Тобол Актобе Каспий Астана Шахтёр Жетысу Ордабасы Кайрат Атырау Кайсар Тараз Кызыл-Жар СК Акжайык ТуранРасположение команд чемпионата Казахстана по футболу 2021 | Тобол Актобе Каспий Астана Шахтёр Жетысу Ордабасы Кайрат Атырау Кайсар Тараз Кызыл-Жар СК Акжайык ТуранРасположение команд чемпионата Казахстана по футболу 2021 | Тобол Актобе Каспий Астана Шахтёр Жетысу Ордабасы Кайрат Атырау Кайсар Тараз Кызыл-Жар СК Акжайык ТуранРасположение команд чемпионата Казахстана по футболу 2021 | Тобол Актобе Каспий Астана Шахтёр Жетысу Ордабасы Кайрат Атырау Кайсар Тараз Кызыл-Жар СК Акжайык ТуранРасположение команд чемпионата Казахстана по футболу 2021 | Тобол Актобе Каспий Астана Шахтёр Жетысу Ордабасы Кайрат Атырау Кайсар Тараз Кызыл-Жар СК Акжайык ТуранРасположение команд чемпионата Казахстана по футболу 2021 | Вместимость: 5 550        |
| Тобол Актобе Каспий Астана Шахтёр Жетысу Ордабасы Кайрат Атырау Кайсар Тараз Кызыл-Жар СК Акжайык ТуранРасположение команд чемпионата Казахстана по футболу 2021 | Тобол Актобе Каспий Астана Шахтёр Жетысу Ордабасы Кайрат Атырау Кайсар Тараз Кызыл-Жар СК Акжайык ТуранРасположение команд чемпионата Казахстана по футболу 2021 | Тобол Актобе Каспий Астана Шахтёр Жетысу Ордабасы Кайрат Атырау Кайсар Тараз Кызыл-Жар СК Акжайык ТуранРасположение команд чемпионата Казахстана по футболу 2021 | Тобол Актобе Каспий Астана Шахтёр Жетысу Ордабасы Кайрат Атырау Кайсар Тараз Кызыл-Жар СК Акжайык ТуранРасположение команд чемпионата Казахстана по футболу 2021 | Тобол Актобе Каспий Астана Шахтёр Жетысу Ордабасы Кайрат Атырау Кайсар Тараз Кызыл-Жар СК Акжайык ТуранРасположение команд чемпионата Казахстана по футболу 2021 | Каспий (Актау)            |
| Тобол Актобе Каспий Астана Шахтёр Жетысу Ордабасы Кайрат Атырау Кайсар Тараз Кызыл-Жар СК Акжайык ТуранРасположение команд чемпионата Казахстана по футболу 2021 | Тобол Актобе Каспий Астана Шахтёр Жетысу Ордабасы Кайрат Атырау Кайсар Тараз Кызыл-Жар СК Акжайык ТуранРасположение команд чемпионата Казахстана по футболу 2021 | Тобол Актобе Каспий Астана Шахтёр Жетысу Ордабасы Кайрат Атырау Кайсар Тараз Кызыл-Жар СК Акжайык ТуранРасположение команд чемпионата Казахстана по футболу 2021 | Тобол Актобе Каспий Астана Шахтёр Жетысу Ордабасы Кайрат Атырау Кайсар Тараз Кызыл-Жар СК Акжайык ТуранРасположение команд чемпионата Казахстана по футболу 2021 | Тобол Актобе Каспий Астана Шахтёр Жетысу Ордабасы Кайрат Атырау Кайсар Тараз Кызыл-Жар СК Акжайык ТуранРасположение команд чемпионата Казахстана по футболу 2021 | Жас Канат                 |
| Тобол Актобе Каспий Астана Шахтёр Жетысу Ордабасы Кайрат Атырау Кайсар Тараз Кызыл-Жар СК Акжайык ТуранРасположение команд чемпионата Казахстана по футболу 2021 | Тобол Актобе Каспий Астана Шахтёр Жетысу Ордабасы Кайрат Атырау Кайсар Тараз Кызыл-Жар СК Акжайык ТуранРасположение команд чемпионата Казахстана по футболу 2021 | Тобол Актобе Каспий Астана Шахтёр Жетысу Ордабасы Кайрат Атырау Кайсар Тараз Кызыл-Жар СК Акжайык ТуранРасположение команд чемпионата Казахстана по футболу 2021 | Тобол Актобе Каспий Астана Шахтёр Жетысу Ордабасы Кайрат Атырау Кайсар Тараз Кызыл-Жар СК Акжайык ТуранРасположение команд чемпионата Казахстана по футболу 2021 | Тобол Актобе Каспий Астана Шахтёр Жетысу Ордабасы Кайрат Атырау Кайсар Тараз Кызыл-Жар СК Акжайык ТуранРасположение команд чемпионата Казахстана по футболу 2021 | Вместимость: 5 000        |

## Итоговая таблица
| М  | Команда   | И  | В  | Н  | П  | Мячи    | ±   | О   | Примечания                     |
| -- | --------- | -- | -- | -- | -- | ------- | --- | --- | ------------------------------ |
| 1  | Тобол     | 26 | 18 | 7  | 1  | 54 − 18 | +36 | 61  | 1-й кв. раунд Лиги чемпионов   |
| 2  | Астана    | 26 | 17 | 6  | 3  | 53 − 25 | +28 | 57  | 2-й кв. раунд Лиги конференций |
| 3  | Кайрат    | 26 | 14 | 9  | 3  | 52 − 21 | +31 | 51  | 2-й кв. раунд Лиги конференций |
| 4  | Кызыл-Жар | 26 | 11 | 6  | 9  | 32 − 24 | +8  | 39  | 2-й кв. раунд Лиги конференций |
| 5  | Ордабасы  | 26 | 10 | 8  | 8  | 36 − 35 | +1  | 38  |                                |
| 6  | Актобе    | 26 | 9  | 6  | 11 | 35 − 40 | −5  | 33  |                                |
| 7  | Шахтёр    | 26 | 9  | 6  | 11 | 25 − 34 | −9  | 33  |                                |
| 8  | Каспий    | 26 | 8  | 8  | 10 | 35 − 35 | 0   | 32  |                                |
| 9  | Акжайык   | 26 | 9  | 5  | 12 | 25 − 31 | −6  | 32  |                                |
| 10 | Тараз     | 26 | 7  | 8  | 11 | 27 − 34 | −7  | 29  |                                |
| 11 | Атырау    | 26 | 7  | 7  | 12 | 25 − 40 | −15 | 28  |                                |
| 12 | Туран     | 26 | 5  | 11 | 10 | 22 − 40 | −18 | 26  |                                |
| 13 | Кайсар    | 26 | 4  | 7  | 15 | 24 − 44 | −20 | 19  | Вылет в Первую лигу            |
| 14 | Жетысу    | 26 | 5  | 4  | 17 | 23 − 47 | −24 | 16* | Вылет в Первую лигу            |

И — игры, В — выигрыши, Н — ничьи, П — проигрыши, Мячи — забитые и пропущенные голы, ± — разница голов, О — очки

* с «Жетысу» снято по 3 очка решением Комиссии по сертификации КФФ.

## Результаты матчей
| Команда   | 1    | 2    | 3    | 4    | 5    | 6    | 7    | 8    | 9    | 10   | 11   | 12   | 13   | 14   |
| --------- | ---- | ---- | ---- | ---- | ---- | ---- | ---- | ---- | ---- | ---- | ---- | ---- | ---- | ---- |
| Акжайык   | –––– | 1-0  | 0-1  | 1-0  | 3-2  | 0-3  | 0-1  | 1-0  | 1-1  | 0-1  | 1-1  | 3-0  | 0-2  | 1-1  |
| Актобе    | 2-1  | –––– | 0-2  | 1-0  | 2-0  | 1-5  | 4-4  | 1-2  | 1-1  | 1-1  | 0-3  | 0-0  | 1-1  | 0-2  |
| Астана    | 1-0  | 2-1  | –––– | 6-2  | 1-0  | 2-0  | 0-2  | 1-1  | 2-0  | 3-1  | 4-3  | 3-0  | 1-1  | 1-1  |
| Атырау    | 2-0  | 1-3  | 0-2  | –––– | 2-2  | 2-1  | 0-0  | 1-0  | 1-1  | 0-0  | 0-1  | 1-0  | 0-1  | 2-2  |
| Жетысу    | 2-2  | 1-5  | 1-3  | 1-2  | –––– | 0-1  | 0-4  | 0-0  | 2-0  | 0-0  | 0-1  | 1-2  | 0-2  | 3-0  |
| Каспий    | 2-2  | 1-1  | 2-2  | 2-1  | 2-0  | –––– | 0-0  | 1-1  | 2-4  | 1-2  | 3-0  | 1-0  | 2-1  | 0-0  |
| Ордабасы  | 2-1  | 0-1  | 1-4  | 2-1  | 3-0  | 1-1  | –––– | 2-1  | 4-2  | 0-5  | 0-0  | 1-1  | 1-1  | 0-1  |
| Кайрат    | 3-1  | 4-2  | 1-0  | 5-0  | 2-0  | 5-1  | 3-0  | –––– | 1-0  | 1-0  | 1-1  | 2-2  | 2-2  | 5-1  |
| Кайсар    | 0-1  | 0-2  | 2-5  | 1-1  | 0-1  | 2-1  | 1-0  | 0-3  | –––– | 1-2  | 1-2  | 2-3  | 1-3  | 0-0  |
| Кызыл-Жар | 0-1  | 1-2  | 3-2  | 0-1  | 3-0  | 2-0  | 3-2  | 1-1  | 2-0  | –––– | 2-0  | 2-2  | 0-2  | 0-1  |
| Шахтёр    | 1-2  | 1-0  | 0-1  | 3-1  | 3-1  | 1-0  | 0-2  | 1-1  | 1-1  | 0-1  | –––– | 1-0  | 0-3  | 0-1  |
| Тараз     | 1-0  | 3-1  | 0-1  | 2-2  | 2-3  | 1-0  | 1-2  | 0-2  | 1-2  | 0-0  | 4-0  | –––– | 0-0  | 1-1  |
| Тобол     | 2-0  | 2-1  | 1-1  | 2-0  | 2-1  | 2-1  | 3-1  | 2-2  | 1-0  | 2-0  | 4-1  | 3-0  | –––– | 5-0  |
| Туран     | 0-2  | 1-2  | 2-2  | 1-2  | 0-2  | 2-2  | 1-1  | 0-3  | 1-1  | 1-0  | 0-0  | 0-1  | 2-4  | –––– |

## Статистика чемпионата

### Бомбардиры
| М | Игрок             | Клуб              | ГЗ (П) |
| - | ----------------- | ----------------- | ------ |
| 1 | Марин Томасов     | Астана            | 17 (3) |
| 2 | Артур Шушеначев   | Кайрат            | 12 (0) |
| 3 | Игорь Сергеев     | Актобе / Тобол    | 10 (0) |
| 4 | Хосе Канте        | Кайрат            | 9 (1)  |
| 4 | Жуан Паулу        | Ордабасы / Кайрат | 9 (2)  |
| 6 | Каролис Лаукжямис | Кайсар            | 8 (0)  |
| 6 | Неманья Николич   | Тобол             | 8 (1)  |
| 8 | Тигран Барсегян   | Астана            | 7 (1)  |
| 8 | Вагнер Лав        | Кайрат            | 7 (1)  |
| 8 | Педру Эужениу     | Тараз / Астана    | 7 (1)  |
| 8 | Алибек Касым      | Кызыл-Жар         | 7 (3)  |
| 8 | Азат Нургалиев    | Тобол             | 7 (4)  |